# Walworth (Durham)
Walworth is een civil parish in het bestuurlijke gebied Darlington, in het Engelse graafschap Durham.